# 松屋 (百貨店)

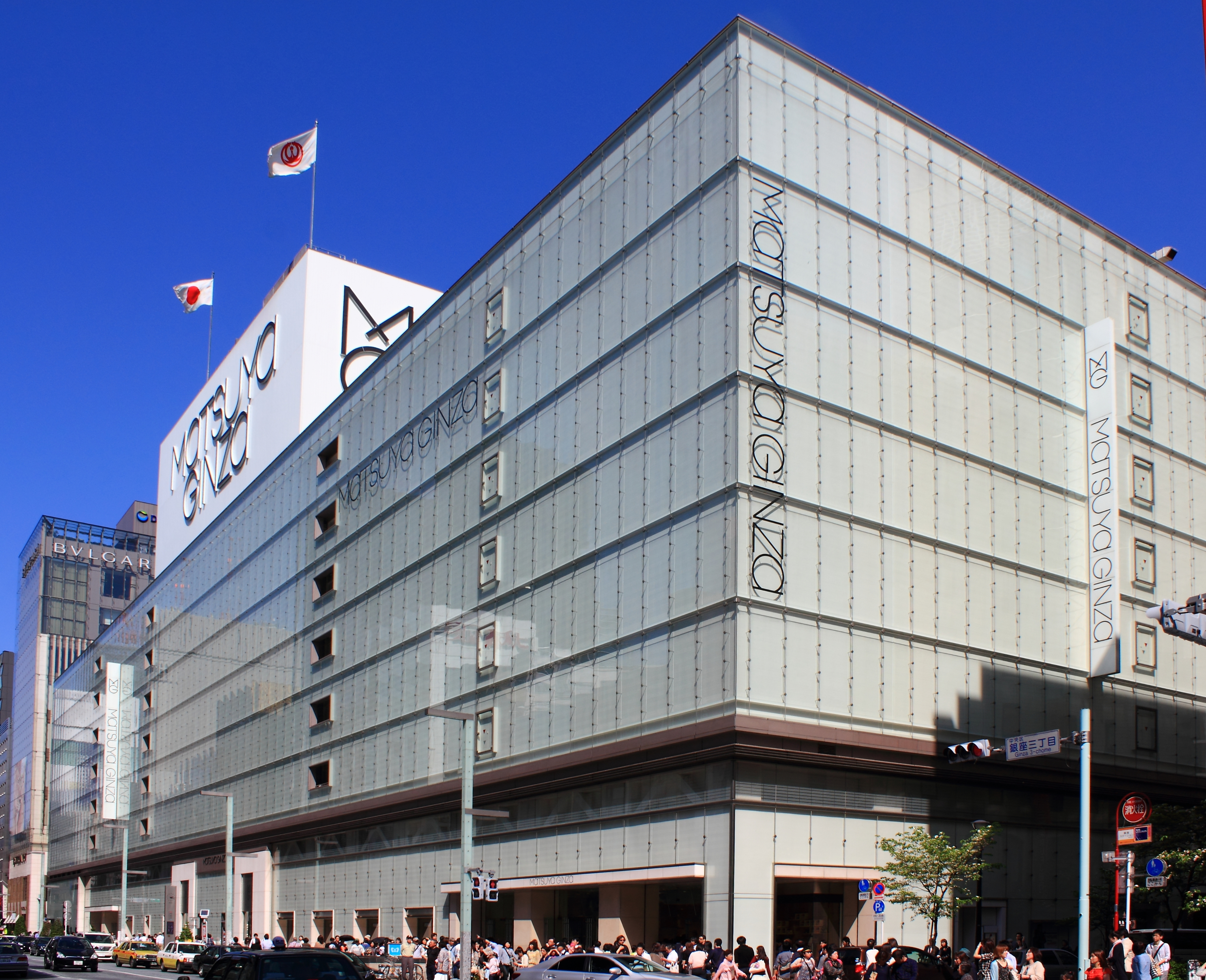
松屋銀座

株式會社松屋（日语：株式会社松屋、まつや）是日本的一家百貨公司，旗艦店位於東京都中央區銀座三丁目，並且在台東區花川戶開設有淺草店。松屋起源於橫濱的和服店。現銀座本店通稱為「松屋銀座」，在銀座地區是和銀座三越爭奪龍頭地位的名店。淺草店名為「松屋淺草」，開業於1931年，是關東地方第一個和車站一體的百貨店。

## 外部連結
- 松屋 （页面存档备份，存于）
- 耐斯（ナイス）松屋 - 台湾 （页面存档备份，存于）
- 松屋呉服店の家憲 （页面存档备份，存于） 『日本富豪の家憲』墨堤隠士 著 (大学館, 1902)